# 皱叶小蜡
皱叶小蜡（学名：Ligustrum sinense var. rugosulum）为木犀科女贞属小蜡的变种。分布在越南以及中国大陆的西藏、云南等地，生长于海拔400米至2,000米的地区，多生于河边、路旁、山坡疏林、山谷、灌丛中及林缘，目前尚未由人工引种栽培。

## 别名
察隅女贞（云南植物研究）